# Mu (continente perdido)
Mu es el nombre de un continente perdido cuyo concepto y nombre fueron propuestos por el escritor y viajero del siglo XIX  Augustus Le Plongeon, quien afirmó que varias civilizaciones antiguas, como las de Egipto y Mesoamérica,  fueron creadas por refugiados de Mu, el cual estaba localizado en el Océano Pacífico. Para formular tales afirmaciones se apoyaba en la traducción al español (posteriormente desechada por fantasiosa[cita requerida]) del códice maya conocido como Códice Tro-Cortesiano realizada por Brasseur de Bourbourg. Él lo situaba en el Océano Pacífico y sostenía que esa civilización perdida hace miles de años extendió su avanzada tecnología por todo el mundo; la que habría permitido la construcción de las grandes pirámides que se encuentran esparcidas en distintos continentes. Además sostenía que, tal como la Atlántida, este continente habría sido destruido hace 12.000 años por los dioses como castigo por ser una civilización decadente.
Más tarde este concepto fue popularizado y difundido por James Churchward, pero a diferencia de los anteriores autores sostenía que Mu estuvo localizado en el Océano Pacífico.
La existencia de Mu ya era cuestionada en la época de Le Plongeon. Actualmente los científicos descartan el concepto de Mu (y de otros presuntos continentes perdidos, tales como Lemuria) como físicamente imposible, ya que el avance de la ciencia ha demostrado la imposibilidad de este hecho por las pruebas ofrecidas por la tectónica de placas, que descarta la existencia de un continente perdido, argumentando que un continente no puede ni hundirse ni ser destruido en un periodo tan breve como el que pretenden sus partidarios. Actualmente se considera que las pretensiones sobre la existencia de Mu carecen de fundamento.
Además los arqueólogos rechazan el parentesco entre las culturas nativas de América y las de la cuenca mediterránea, de Oriente Medio o de la India, tal como lo sugieren los defensores de Mu.[cita requerida]
Otra posible explicación para el origen de esta leyenda es que en la prehistoria la Tierra se encontraba cubierta de hielo en gran parte de su superficie a causa de la última glaciación, esto provocó que el nivel del mar se encontrase 100 metros por debajo del nivel actual y en consecuencia muchas tierras costeras que ahora se encuentran sumergidas, en aquellos tiempos estuvieran sobre el nivel del mar. Esto significa que cuando la glaciación terminó hace 12000 años muchos pueblos costeros fueron sumergidos siendo el origen más probable de la leyenda del diluvio universal.
En la actualidad la creencia en la existencia de este supuesto continente solo es sostenida por grupos ocultistas o de la New Age, quienes apoyan sus afirmaciones en algunos descubrimientos, tales como el de Yonaguni.

## Leyenda

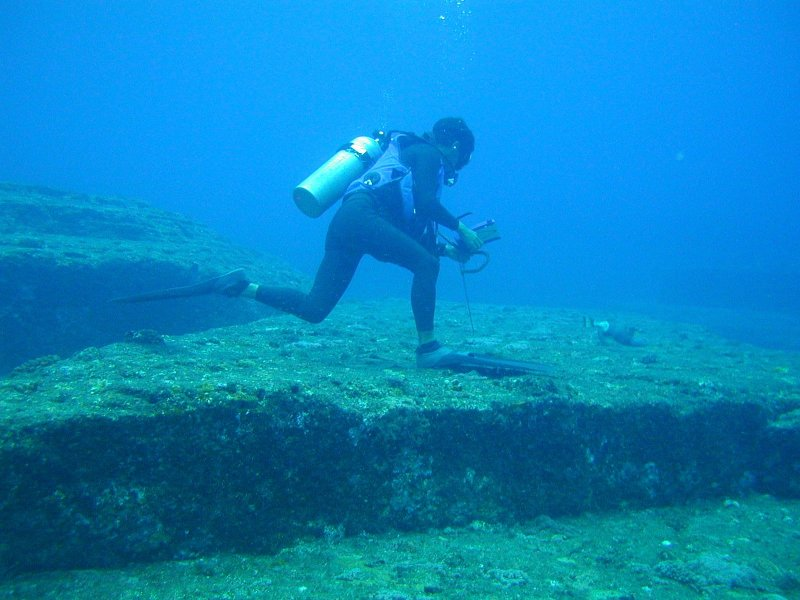
Estructuras submarinas, planteadas como restos de Mu, cerca de Yonaguni, Japón.

Según los partidarios de la existencia de Mu, las referencias supuestamente encontradas por Churchward sobre una tierra más allá del gran mar oriental, el Océano Pacífico, patria de una gran civilización solar, cuna de la antigua cultura del valle del Indo, se convirtió en un importante descubrimiento para Mu sumado al de Le Plongeon; y la hipótesis de Churchward estaría confirmada, ya que los jeroglíficos de la cultura del Indo eran sorprendentemente parecidos a los de la isla de Pascua, cercana a la ubicación más conocida de Mu.
Igualmente se dice que se habrían hallado gran cantidad de textos budistas que mencionan una tierra que, según parece, se encontraba en el océano Pacífico.[cita requerida].
Se alude a su vez como prueba [cita requerida] a la supuesta emigración masiva ocurrida hace miles de años desde la zona este del Pacífico cerca de la costa sudamericana.
Estos indicios (que constituían hechos aislados) sugerirían que varias civilizaciones antiguas tendrían un origen común en Mu. Estas son el antiguo Egipto, Asiria, la civilización del valle del Indo, el Perú preincaico, la isla de Pascua y, en menor medida, las culturas pre-mayas. Compartirían similitudes artísticas, arquitectónicas y lingüísticas (todas ellas utilizaban un sistema de escritura jeroglífica), creencias comunes (de tipo solar), y Egipto, Asiria y los nativos pascuenses conservarían una leyenda bastante similar: en Egipto y Asiria se trataba del mito originario de la Atlántida, y en Pascua existe la memoria de una antigua patria llamada Hiva, que se hundió por un cataclismo, y que produjo una emigración a la isla de Pascua.[cita requerida].
El testimonio de los aymaras de Perú y Bolivia constituye otra evidencia de esta memoria común, ya que también hacen referencia a esta tierra perdida y en la misma ubicación, aunque en este caso la isla-continente se llama Atl-Antis (tierra antigua), de cuyo nombre no puede negarse el enorme parecido con Atlántida. Lo cual no tiene sentido, ya que Mu y la Atlántida son dos continentes distintos.
Los defensores de esta teoría afirman que más al sur del continente americano, las leyendas sobre la desaparecida tierra ancestral se realzan en la mitología del pueblo indígena mapuche, del sur de Chile (y en la actualidad también en la Patagonia Argentina), quienes incluso mencionarían ser descendientes de una raza venida de una tierra tragada por las aguas, la cual justamente según su historia llevaría el nombre de Mu..[cita requerida]. Argumentan que esta tradición igualmente se podría apreciar en la leyenda de Ten Ten y Cai Cai, quienes luchan representando el bien y el mal por la existencia de la "gente de la tierra" (mapuche). Según los mapuches hace mucho tiempo existieron dos serpientes, llamadas Ten ten Vilu y Cai cai Vilu, Ca Cai era la que dominaba las aguas y Ten Ten la que dominaba el fuego. Un día Cai Cai se enojó y con su cola (que era como la de un pez) comenzó a golpear las aguas, las cuales inundaron toda la región. Como la población y los animales estaban desesperados, pues ya casi no quedaba terreno sin agua y las aguas seguían subiendo, invocaron desesperados la ayuda de Ten Ten, quien vino en su ayuda y subió a todos (humanos y animales) sobre su lomo y llevándolos hacia los montes y lugares altos, salvándoles de morir ahogados. Bajaron las aguas y todos siguieron su vida tranquila, pero sin embargo, las aguas no volvieron del todo a su lugar original, y se le da esta razón a la existencia de muchas islas pequeñas (que hacen de Chiloé un gran archipiélago); y por la misma subida de agua, hubo mucha gente que no alcanzó a ser salvada por Ten Ten Vilú, por lo que fueron arrastrados por las aguas, pero según el mito, en vez de morir ahogados, se convirtieron en toninas y lobos marinos (especies de la zona). Hasta que fue esta vez Ten Ten quien se encolerizó y comenzaron a hacer erupción todos los volcanes y la población tuvo que mudarse a otros lugares más seguros. Sin embargo, dentro de las leyendas y mitos que conforman la Mitología mapuche no existe mención alguna a una tierra ancestral que haya sido tragada por las aguas ni mucho menos que su nombre haya sido Mu, ni que su pueblo haya provenido de tal tierra inexistente.
El hundimiento de estas tierras, sin embargo, parece haberse producido por la inminente colisión de esta isla con la placa sudamericana, que está deslizándose continuamente sobre el fondo del océano Pacífico, dando lugar al hundimiento de Mu bajo la corteza y la formación del altiplano boliviano, de formación bastante reciente.[cita requerida]. No obstante, desde la aparición del Homo sapiens hace 200.000 años en África hasta la actualidad, la subplaca de Nazca se ha deslizado solo 500 metros bajo el continente americano (a razón de 2.5 cm anuales), lo que invalida esta teoría[cita requerida].
Michel Desmarquet en su libro Thiaoouba Prophecy (1993) informa que Mu (Lamar) fue colonizada hace 250,000 años por extraterrestres, quienes serían ancestros de la actual raza polinesia, trajeron el perro, el armadillo y el puerco. Eran muy avanzados espiritual y tecnológicamente, fundaron 19 ciudades, 7 de ellas sagradas y en la capital Savanasa construyeron una pirámide 3 veces más grande que La Gran Pirámide de Giza. Hace 200,000 años se expandieron por Nueva Guinea y el sudeste de Asia (el oeste de Mu), también en Centroamérica y Sudamérica no muy lejos del lago Titicaca). En Tiahuanaco se construyó un enorme puerto, en ese entonces había un mar interior (ahora Brasil) que conectaba con el océano Atlántico. Llegaron a la Atlántida hace 30,000 años y a Europa hace 17,000. Influyeron en los griegos (el alfabeto griego es el mismo de Mu), en el norte de África dieron conocimientos materiales y espirituales a los árabes (los números arábigos provienen de los mayas-atlantes de Mu), construyeron la Gran Pirámide en Egipto (cada vez que ellos consideraban que una nueva colonia tenía el potencial de ser grandiosa, tanto espiritual como materialmente hablando, construían una pirámide). Luego hace unos 14,500 años atrás un cataclismo volcánico, en el que se crean las montañas en toda América, destruye el continente de Mu. Nunca más se volvió a ver el esplendor de esta civilización.
Todas las similitudes de culturas y leyendas argumentadas para apoyar esta hipótesis son compatibles con la teoría de la Llegada del hombre a América a través del Puente de Beringia durante una glaciación, cuya fusión da lugar a las leyendas del hundimiento continental en las culturas a ambos lados del estrecho de Bering.

### Primer uso del continente Mu
El nombre del continente Mu apareció por primera vez en los libros de texto alrededor del S. XIX. La primera persona en usar el nombre de dicho continente fue Augustus Le Plongeon. Le Plongeon defendía la hipótesis de que los mayas y los egipcios provenían de este continente, el cual estaba situado en el Océano Pacífico cerca de la zona de la actual Australia. Bautizando así dicha zona como el continente de Mu

## Historia
El primero en proponer la existencia del continente Mu como una posibilidad fue el coronel James Churchward, oficial del ejército británico en la India. Todo empezó cuando se hizo amigo de un sumo sacerdote de un templo hindú que tenía en su poder unas tabletas de barro que habían sido guardadas y olvidadas a lo largo de los años por los sacerdotes hindúes.   
Con el paso del tiempo, Churchward y el sacerdote hindú fueron descifrando la existencia de una civilización madre que había crecido, florecido y repentinamente decaído. Churchward siguió recopilando datos de este enorme rompecabezas cuyo resultado fue una extensa imagen de Mu narrada en el libro Mu el continente perdido.[cita requerida]
Sin embargo, otra versión de la historia, mucho más escéptica, dice lo siguiente: Que todo habría sido originado por un error de traducción.[cita requerida]
En 1864, el abate Brasseur estaba intentando traducir un códice maya usando un “alfabeto” compilado por el conquistador Diego de Landa.
Ahora bien, la escritura maya era algo similar a la japonesa o la egipcia, ya que usaba ideogramas que también tenían valor fonético: por lo tanto carecía de alfabeto. Lo que el español había encontrado era un conjunto de símbolos que, leídos en voz alta, sonaban como las letras del alfabeto español.[cita requerida]
Brasseur entendió que el códice narraba una catástrofe volcánica que había destruido un continente entero. Su nombre se expresaba en dos símbolos que correspondían a las letras “M” y “U”. Nacía Mu. 
Apenas cuatro años después apareció en escena el coronel James Churchward. Churchward decía haber descubierto en las bóvedas de un templo hindú toda una biblioteca de tablillas escritas en una lengua desconocida. En ellas había logrado descifrar toda la historia, la ciencia y la filosofía de Mu.
Posteriormente Churchward escribiría una decena de libros sobre Mu. En ellos convertiría a Mu en la Atlántida del Pacífico, atribuyéndole una antigüedad que oscilaba entre los 25.000 y los 20.000 años. Mu desplazaba a la Atlántida como origen de todas las civilizaciones conocidas, desde la egipcia hasta la maya, incluyendo también a los atlantes. En la sabiduría de Mu se habían originado tanto la Biblia como los principios de la masonería. Sus habitantes habían ido tan lejos como para hacer revelaciones acerca de Jesucristo, que recién iba a nacer muchos milenios después.
En la actualidad los libros de Churchward se siguen reeditando y ofreciendo en Internet. En algunas páginas de “turismo energético”, Lemuria y Mu aparecen encarnando “el espíritu de Hawái”.

## Apariciones en la cultura popular
- Actualmente existe un juego de rol (MMORPG) el cual se desarrolla en este continente llamado Mu Online.
- Mu es popular entre los seguidores de pseudociencia en Japón. La revista de mayor influencia de esta corriente tiene el nombre de Mu.
- Hwee-Yong Jang cuenta en su libro El Proyecto Gaia que Mu, la primera conciencia del universo, une a la sociedad llamada Lemuria, una sociedad etérea más que material, en la cual la comunicación se realizaba vía telepática.
- Mu es también el título de un cómic del personaje Corto Maltés en el que él y sus compañeros van en la búsqueda de Mu.
- Mu apareció asimismo en la serie de anime Rahxephon como invasores extraterrestres, cuya raza quedó prácticamente extinguida.
- Mu coincide igualmente con el personaje que encarna a la constelación de Aries en la serie manga y posteriormente anime Saint Seiya/Los Caballeros del Zodiaco de Masami Kurumada.
- Mu es la cultura perdida que le proporciona su arma definitiva al Raideen, el God Ra Mu, un arma que convierte los gritos en ondas sonicas que destruyen todo a su paso.
- Aparece mencionado en varios relatos del escritor estadounidense H.P. Lovecraft como el lugar de procedencia de algunos de los dioses alienígenas de sus mitos. Este es el caso del dios Ghatanothoa, que sufre su cautiverio atrapado en un antiguo monte de este continente, ahora sumergido.
- En el popular manga Shaman King, Mu es el lugar donde se desarrolla la última parte de la historia.
- En el episodio 20 de la serie anime Gintama, su protagonista, Sakata Gintoki, admite creer en la existencia del continente perdido Mu.
- Una etapa del videojuego de Super Nintendo Illusion of Gaia (Illusion of time en Europa), se desarrolla en el continente perdido de Mu.
- Mu también es mencionado en el anime Ryuusei No Rockman Tribe como una civilización perdida de donde provienen los Ooparts descritos en la serie.
- En el videojuego Terranigma de Super Nintendo, es un continente opcional para ser renacido, junto con la Polinesia. Solo se desbloquea luego de renacer los otros cinco continentes.
- En la canción de la agrupación de metal sinfónico sueca Therion "Lemuria", se realiza mención de la "Tierra de Mu" comparándola a su vez con la ciudad del Dorado.